# Prensa chicha

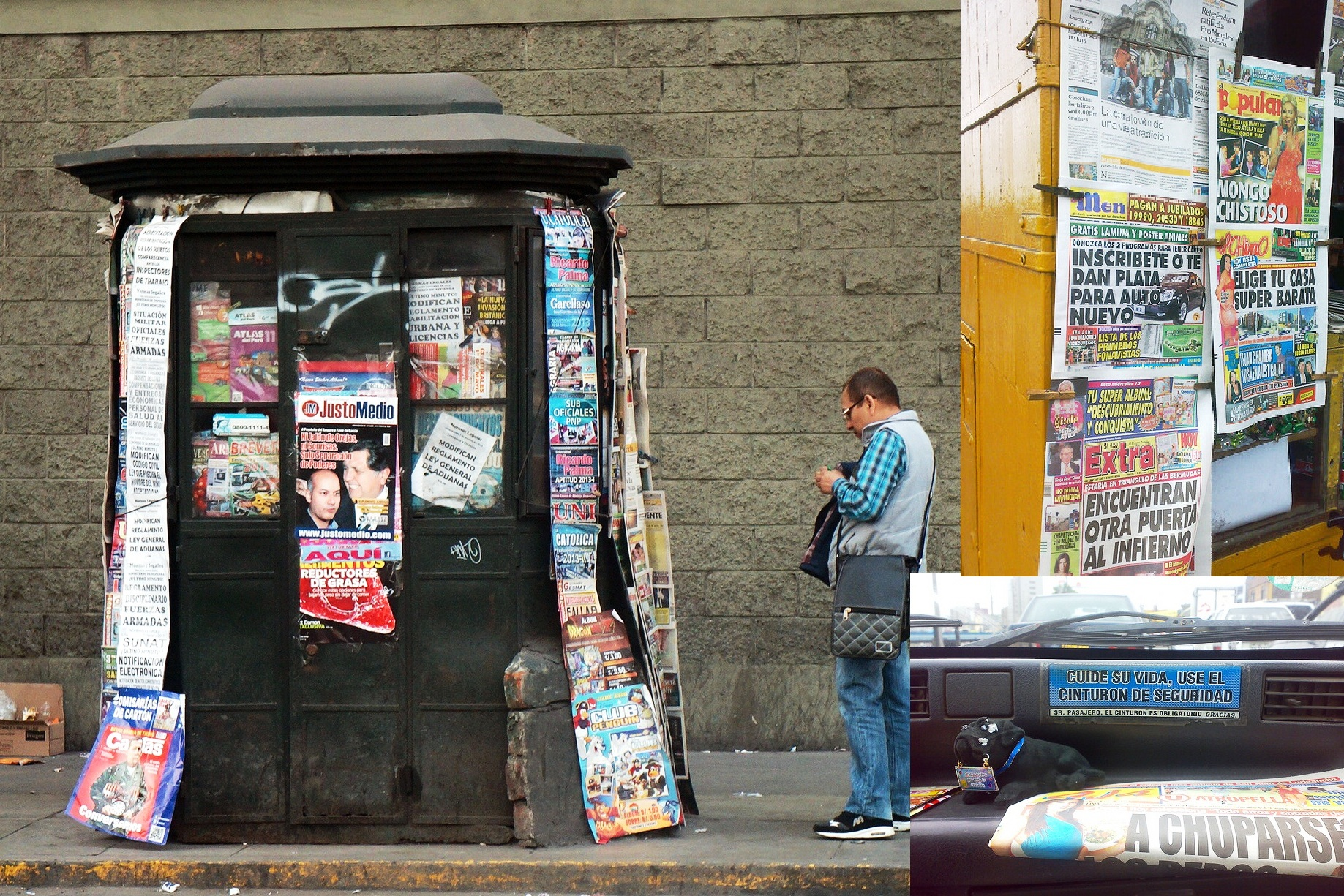
Un collage de la prensa tabloide en el Perú. A la izquierda se encuentra un recurrido stand de periódicos. En la esquina izquierda se aprecian las portadas más resaltantes, nótese los titulares subjetivos. En la esquina inferior se aprecia al medio como un infoentretenimiento en la cultura popular limeña.

La prensa chicha o prensa popular es la denominación a los tabloides de noticieros peruanos surgidos en la década de 1980, centrado en la crónica policial sensacionalista y posteriormente prensa rosa. Entre los años 1990 y 2000, formaron parte de la cultura nacional, llegando, a partir de 1998, a ser instrumentalizada por Alberto Fujimori, y su entonces asesor Vladimiro Montesinos, para desacreditar a los opositores del gobierno y favorecer su candidatura en las elecciones generales del año 2000.
Su sucesores fueron la prensa de corte popular, que cubre temas familiares como el conocido diario Trome, y la prensa de espectáculos, impulsado por el programa de televisión Magaly TeVe. La farándula o personalidades mediáticas se mantuvieron con el tiempo, caracterizándose de ser sugerente al público en general y fue regulando constantemente por el Comité de Ética. En los años 2010, los canales de televisión enfocaron en el público juvenil con concursos y espacios de telerrealidad de la propia farándula. 
En el gobierno de Pedro Castillo, la aparición y auge de la denominada prensa alternativa suscitó comparaciones con la prensa chicha, siendo calificados estos medios como la nueva prensa chicha.

## Historia

### Antecedentes
El término chicha es un peruanismo que tuvo auge a través de la música del mismo nombre. A partir de la industria del entretenimiento en Hispanoamérica que se desarrolló de forma alternativa al cine de los Estados Unidos, se empezó a desarrollar en los años 1960 para desplazarse a las masas en Lima generando altos índices de ingresos.
Uno de los diarios que realizó informes sobre crímenes policiales fue La Crónica. A partir del formato tabloide, el tema involucró el uso de medios de transportes, música, vestimenta y método de negocio. En 1968, nace el diario Ojo, propiedad de la Empresa Periodística Nacional (Epensa) cuyo nivel tecnicista era menor al diario El Comercio.

### Durante el fujimorato

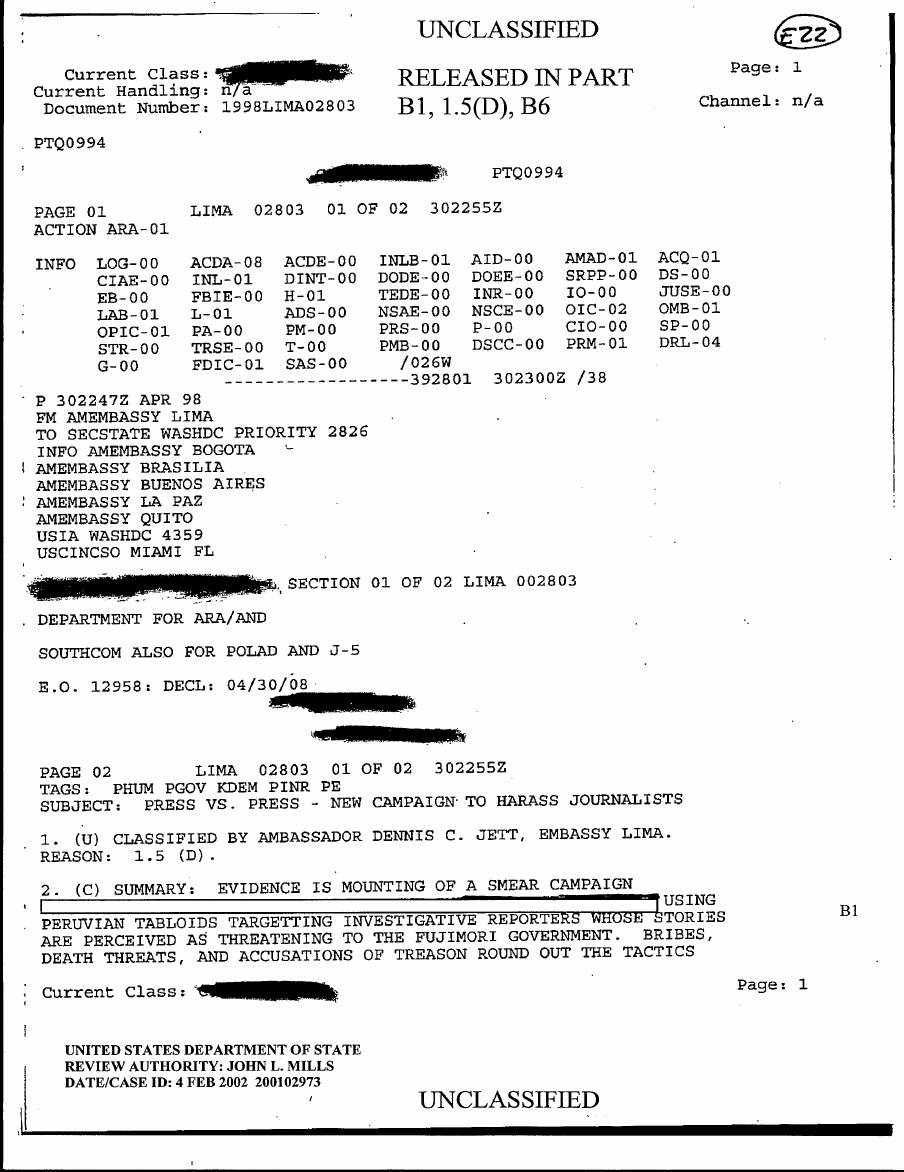
Un reporte del embajador de Estados Unidos Dennis C. Jett a la CIA en abril de 1998 indica a la prensa chicha como enemigo de la prensa.

Como parte de la campaña al tercer mandato consecutivo de Alberto Fujimori, entre los años 1998 y 2000 la prensa chicha albergó a editoriales controladas por Vladimiro Montesinos. Para tal fin se destinó dinero del Servicio de Inteligencia Nacional (SIN). Para identificar los diarios objetivo, y destinar el dinero a estos, se realizó una investigación a cargo de Saúl Mánkevich de la empresa Mayéutica. Una vez seleccionados los medios, se procedió a realizar el pago a los encargados.
Dichos medios escritos realizaron campañas de desprestigio en contra de sus opositores Alberto Andrade y Luis Castañeda Lossio. El auge comercial distinguió a los tradicionales por el uso de portadas no periodísticas, una audiencia masiva en los sectoresr D (clase media baja) y E (extrema pobreza) y el uso de material provocativo para promocionarlo. Para abaratar los costes, se recurría a una reducida cantidad de páginas, unas 16, para vender el periódico al menos por 50 céntimos de sol por ejemplar.
Según Felipe Cala Buendía, el neopopulismo del 2000 fue determinante para que los lectores comprendieran mejor la realidad, debido a la crisis social que sufrió en el gobierno; lo que cambió la educación, la cultura y la identidad del país. Un punto relevante fue su mayor financiamiento,  como el de El Tío, con 700 mil dólares desembolsados entre marzo y julio de 1998.
Varios diarios buscaron conectar con la población de escasos recursos, los «informales», ya que entonces el El Popular (del GLR, fundado por Guillermo Thorndike) se atrevía a comunicarse con ese sector. Entre los nombres más excéntricos se encontraban: Ajá, El Chino (inspirado en el apodo de Fujimori, 1995), El Mañanero (1992), Tío, El Chato (por César Hildebrandt, acusada posteriormente de maltrato laboral), La Chuchi (por Susy Díaz quien era congresista por entonces, 1998), La Yuca (2000), El Men (1999). Algunos diarios deportivos incluyeron secuencias de farándula —ya que desde entonces los futbolistas fueron el centro de la atención—, aunque prefirieron cubrir sin favoritismos.
De varios diarios, también se crearon marcas como Repúdica y Repudio, para desprestigiar al opositor La República. Sobre Repúdica, este diario y recurrió a insultos contra los opositores al régimen, como Luis Castañeda, Alberto Andrade, Alejandro Toledo, Ángel Paez, etc. Sobre Repudio, este fue creado en el año 2000 por la empresa CM Ediciones, con Arturo Cáceres de director.
En el año 2000 la prensa chicha aprovechó la propaganda fujimorista y ganó relevancia al recurrir a las noticias falsas en la Marcha de los Cuatro Suyos.

#### Características
La prensa chicha aprovecha el sensacionalismo de las noticias para ser una tendencia sui géneris. La gran parte son titulares chillosos, grandes y en doble sentido, estos son acompañados con imágenes y descripciones pesimistas. En la portada vienen acompañadas con imágenes de modelos sugerentes, surgiendo las vedettes de la calle.
Para divulgar una noticia, no hace falta seguir reglas periodísticas sino que se busca llamar la atención. 
Ejemplo: "Plomean chibolo chichero", una oración pro drop seguido del empleo de N + Adj.
Del mismo ejemplo se emplea el argot plomear que viene a entenderse como disparar.
Para el uso de los medios chicha, cada sección posee segmentos dedicados al tipo de reportaje:
- Prensa roja o policial: Relacionados con muerte o asesinatos. Algunos han llegado a ser exagerados por el abuso de contenido de ese tipo.
- Política: Extrañas ocasiones, los diarios usan la prensa amarilla para tratar temas relacionados con la política. Kenji Fujimori y Aldo Mariátegui mencionaron en una ocasión que usan el doble sentido de otros medios internacionales para tratar temas relevantes.[23][24] Sin embargo, en 1998 los diarios chicha aprovecharon la popularidad de Somos Perú para desprestigiar al candidato Alberto Andrade; tras la intervención de El Chino en 1999 se reveló intentos de jugar el nombre del partido político a "Somos Menos", "Somos Historia", entre otros.[14]
- Farándula: Relacionados con la prensa rosa del entorno chicha. Con similitud a la policial, los protagonistas son notados en alborotos o aventuras amorosas.[25]

### Factores de difusión
El principal sector de difusión fue en zonas con poca comprensión lectora o educación incompleta. En lugar de logros por parte de otros personajes, se empleaban replanas de noticias locales, con un familiar uso de argots y de fácil comprensión. También se incluyen otras secciones: las deportivas, con temas relacionados al fútbol o vóley; y las no-noticias como horóscopos, guía de salud, chistes o crucigramas (enfocado al público femenino).
Con la difusión de la prensa en Latinoamérica, el entretenimiento está ligado con la clandestinidad de los sectores sociales que prosperaron gracias a su comunicación. El comercio tenía varios puntos, espiritistas, cómicos y sexistas. Los llamados espiritistas, que buscaban prosperar la relaciones entre parejas explotó el esoterismo de la forma más comercial. Debido al estereotipo machista de la chicha, se empleaban segmentos dedicados a servicios sexuales llamados "relax". El progresismo está ligado con la consejería para el público más necesitado.
La prensa chicha destacó en la influencia de la opinión pública, al carecer de una editorial pluralista en la política y recurrir al racismo en un entorno limitado a temas policiales y espectáculos. Algunos de ellos recurrieron a la etiqueta de «comunistas», incluido al periodista de oposición Gustavo Mohme.

### Caída
Con la caída del gobierno y huida de Fujimori por los vladivideos en 2001, este tipo de medio no dejó de publicarse. Los diarios mantuvieron su tópico de farándula, sin llegar a ataques políticos. Para entonces uno de cada tres lectores de periódicos en Lima también leían prensa chicha.

### Investigación y absolución a Alberto Fujimori
En el 2002, Augusto Bresani fue detenido en Miami y expulsado por la expiración de su visa. Fue el encargado de intermediar las campañas fujimoristas y la prensa chicha.
En 2005 la Fiscalía de la Nación solicitó penas de más de 10 años a los dueños responsables de la venta a Vladimiro Montesinos: Moisés y Alex Wolfenson (El Chino y El Men, que posteriormente dirigieron La Razón), José Olaya Correa (El Tío), Pablo Documet (El Chato, La Yuca y Conclusión), Boris Romero y José Reyes Apesteguía (Referéndum) y Antonio Rivera (El Mañanero, Más y La Chuchi). Marcelo Gullo (Sí) recibió orden de captura por estar prófugo de la justicia.
Como parte de la investigación de la red criminal en el gobierno de Fujimori, la Procuraduría Anticorrupción publicó en el 2014 un informe mencionando que se invirtió 122 millones de soles para la difamación de los opositores. El dinero provenía de los ingresos de las Fuerzas Armadas y se entregaba a los directores de las editoriales fujimontesistas. A mediados del mismo año, Fujimori fue acusado por usar los diarios con fines políticos en contra de sus adversarios. En enero del año 2014, el testigo Mario Ruiz Agüero informó que los encargados de publicar titulares en la prensa chicha recibían entre 500 a mil dólares americanos. En enero de 2015, el principal responsable fue sentenciado a 8 años de prisión por la manipulación de la prensa con fines políticos usando fondos de las Fuerzas Armadas.
En este juicio también fue sentenciado Montesinos, en junio de 2014.
En agosto de 2016 el expresidente Alberto Fujimori fue absuelto de toda responsabilidad en este caso, luego que en 2012 se ampliara la extradición concedida por la justicia chilena para poder incluir este caso en su expediente judicial, y en 2015 se le condenara en primera instancia a 8 años de prisión, condena que fue anulada por la Corte Suprema. Actualmente Fujimori solo es sentenciado por otros delitos, por lo que no tienen ninguna responsabilidad penal sobre este caso.

## Legado
Durante el gobierno de Pedro Castillo surgió un grupo de medios oficialistas con el objetivo de mejorar la imagen del gobierno y atacar a la oposición. Estos nuevos periódicos se compararon con la «prensa chicha» del régimen de Fujimori. Entre los periódicos oficialistas se encuentran: El Sombrero (en relación al sombrero que usaba Castillo), Horas de lucha, La Prensa, El Diario, El Puka (inspirado en el apodo de Guido Bellido quien era premier en ese entonces) y El Veloz; todos ellos vinculados a personajes cercanos al partido Perú Libre y al entorno de Pedro Castillo.
Además de los medios oficialistas a favor de Castillo, el político Gino Costa señaló que existen otros medios de derecha que también se comportaron como la «prensa chicha» como el diario Expreso y el canal de televisión Willax. Estos medios apoyaron a Patricia Benavides, principal responsable de las investigaciones contra Pedro Castillo, y atacaron a periodistas independientes como Gustavo Gorriti y Rosa María Palacios.
En 2025, se denunció que Martín Valdivia estaría involucrado en la manipulación de la publicidad estatal de la Presidencia del Consejo de Ministros en su beneficio. Valdivia fue fundador del periódico conservador La Noticia, uno de los beneficiados económicos del gobierno de Dina Boluarte.